# Jais
Jais là một thành phố và là nơi đặt ban đô thị (municipal board) của quận Rae Bareli thuộc bang Uttar Pradesh, Ấn Độ.

## Địa lý
Jais có vị trí 26°15′B 81°32′Đ / 26,25°B 81,53°Đ Nó có độ cao trung bình là 101 mét (331 feet).

## Nhân khẩu
Theo điều tra dân số năm 2001 của Ấn Độ, Jais có dân số 24.366 người. Phái nam chiếm 52% tổng số dân và phái nữ chiếm 48%. Jais có tỷ lệ 42% biết đọc biết viết, thấp hơn tỷ lệ trung bình toàn quốc là 59,5%: tỷ lệ cho phái nam là 50%, và tỷ lệ cho phái nữ là 33%. Tại Jais, 17% dân số nhỏ hơn 6 tuổi.